# Syndrom des subjektiven Doppelgängers
Das Syndrom des subjektiven Doppelgängers ist eine seltene Form der wahnhaften Missidentifikation, bei dem eine Person der wahnhaften Überzeugung ist, sie habe einen Doppelgänger mit gleichem Aussehen, aber in der Regel unterschiedlichen Charaktereigenschaften, der ein eigenes Leben führe.
Manchmal hat der Patient den Eindruck, dass es mehr als einen Doppelgänger hat.
Ein Doppelgänger kann auf jede Person projiziert werden, von einem Fremden bis hin zu einem Familienmitglied.
Dieses Syndrom wird häufig während oder nach dem Auftreten von anderen psychischen Störungen diagnostiziert, wie Schizophrenie oder anderen psychotischen Störungen mit Halluzinationen. Es gibt keine allgemein akzeptierte Methode zur Behandlung, da die meisten Patienten eine individualisierte Therapie benötigen. Die Verbreitung dieser Störung ist relativ gering, es sind jedoch bereits einige Fälle dokumentiert worden, seit die Störung im Jahre 1978 von George Christodoulou definiert wurde.
Da das Syndrom des subjektiven Doppelgängers nicht eindeutig in der Literatur definiert ist, könnte es diagnostisch unterrepräsentiert sein.